# モーター・トーテミスト・ギルド
モーター・トーテミスト・ギルド（Motor Totemist Guild）は、アメリカのロック・バンドで、1980年にカリフォルニア州オレンジ郡でバンド・リーダーのジェームズ・グリズビーによって結成された。アヴァン・プログ、アヴァン・ロック、チェンバー・ロックと分類されている。モーター・トーテミスト・ギルドは、壮大な持続時間と豊富なインストゥルメンタルで仕上げられた楽曲で知られていたが、フリー・インプロヴィゼーション、サウンド・コラージュ、その他のアヴァンギャルドなテクニックも駆使するようになっていった。

## 略歴
唯一のコンスタントなメンバーであるジェームズ・グリズビーは、ボーカリストのエミリー・ヘイ、ロッド・プール（アコースティックギター）、ブリジット・コンヴェイ（ピアノ）、ハンネス・ギーガー（コントラバス）、デヴィッド・カーマン（ドラム）をフィーチャーした不変のラインナップを編成した。グリズビーは1989年にグループを解散し、ユー・トーテム (U Totem)というプロジェクトに焦点を当てるようになった。それでも、1997年にグリズビーとヘイは、元メンバーのリン・ジョンストン（クラリネット、サクソフォーン）とエリック・ジョンソン・タマイ（バスーン）を含む、大幅にラインナップを広げたグループを再結成した。新しいラインナップには、ヴィニー・ゴリア（クラリネット、サックス）、ジェフ・カイザー（トランペット）、ブラッド・ダッツ（マリンバ、ヴィブラフォン）など、1990年代の西海岸における新しいジャズ・シーンで活躍するミュージシャンも参加した。バンドのアルバムはすべて、グリズビー自身のレーベル、Rotary Totem Recordsを通じてリリースされた。

## メンバー
- ジェームズ・グリズビー (James Grigsby) - 作曲
- エミリー・ヘイ (Emily Hay) - ボーカル
- ロッド・プール (Rod Poole) - アコースティックギター
- ブリジット・コンヴェイ (Bridget Convey) - ピアノ
- ハンネス・ギーガー (Hannes Giger) - コントラバス
- デヴィッド・カーマン (David Kerman) - ドラム
- リン・ジョンストン (Lynn Johnston) - クラリネット、サックス
- エリック・ジョンソン・タマイ (Eric Johnson-Tamai) - バスーン
- ヴィニー・ゴリア (Vinny Golia) - クラリネット、サックス
- ジェフ・カイザー (Jeff Kaiser) - トランペット
- ブラッド・ダッツ (Brad Dutz) - マリンバ、ヴィブラフォン

## ディスコグラフィ

### スタジオ・アルバム
- Infra Dig (1984年)
- Klang (1985年) ※カセットのみ
- Contact With Veils (1986年)
- Elements (1988年) ※5UU's with The Motor Totemist Guild名義
- Shapuno Zoo (1988年)
- Omaggio A Futi (1989年)
- 『シティ・オブ・ミラーズ』 - City Of Mirrors (1999年)
- All America City (2000年)

### コンピレーション・アルバム
- Archive One (1996年)
- Archive Two (1996年)

### シングル
- "Sub-Mission / Ballad Of The Thin Man" (1984年)